# James Gang
The James Gang — рок-группа, созданная в Кливленде, штат Огайо в 1966 году. Группа пользовалась умеренным успехом благодаря хитам «Funk #49» и "Walk Away, ", а также больше всего запомнилась тем, что в ней обрел свою первую популярность гитарист и вокалист Джо Уолш, который позже стал участником рок-группы Eagles.

## История
Ударник Джим Фокс начинал играть с местной Кливлендской группой The Outsiders, но ушел из неё в 1965 году, занявшись учёбой в колледже. После того как в следующему году группа прославилась с хитом «Time Won’t Let Me», Фокс временно возвратился в состав, когда их другой ударник покинул ряды группы. Но вскоре Фокс возвратился к учёбе и будучи под влиянием британского звучания The Beatles, The Who и The Yardbirds, стал задумываться над формированием своей собственной группы, объединившись с одноклассниками Ронни Сильверманом (гитара), Томом Криссом (бас-гитара) и клавишником Филом Джилломбардо в 1966 году. Считается, что именно Сильверман предложил назвать группу «The James Gang».
Первый состав The James Gang состоял из ударника Фокса, бас-гитариста Крисса, ритм-гитариста Ронни Сильвермана, клавишника и вокалиста Фила Джилломбардо и, после прослушивания двадцати пяти кандидатур на место лид-гитариста, группа остановилась на Грэге Грандилло (позже игравшего с другой популярной кливлендской группой Rainbow Canyon), однако его быстро заменил Дэннис Чендлер, а последнего затем заменил Джон «Mouse» Михальски (из Count Five, знаменитые хитом «Psychotic Reaction»). Но Фокса по прежнему не устраивал состав группы.
Некоторое время спустя, Фокса пригласили на прослушивание в формирующуюся ритм-н-блюз группу из девяти человек. Сначала Фокс отклонил предложение, но вскоре передумал, когда услышал местную легенду гитары Глена Шварца вернувшегося из армии. Фокс узнав, что влияние на Шварца оказали Spencer Davis Group и Джефф Бек, потрясенный его игрой, пригласил присоединится в The James Gang. Михальски, однако, не был в восторге от игры Глена и покинул The James Gang прямо на прослушивании. Ронни Сильверман вскоре так же покинул группу и ушел в армию. И Билл Джерик был приглашен играть вместе с Шварцем. К сожалению, нет ни одной записи выпущенной ранними составами.
Около Рождества 1967 года, Шварц дезертировал из армии, развелся со своей женой и решил так же покинуть группу, переехав Калифорнию, где он в конечном итоге сформировал Pacific Gas & Electric. Спустя несколько дней, вскоре в начале 1968 года, друг Шварца, Джо Уолш (из The Measles), постучался в двери Фокса и предложил свою кандидатуру в качестве замены Глену. Уолш был принят в группу и они продолжили играть впятером в течение короткого времени, пока не ушел Джилломбардо занимавшийся ещё в средней школе. Джерик и Уолш работали вместе над гитарными партиями, но Джерик в итоге покинул группу весной 1968 года. Его заменил Ронни Сильверман, возвратившийся из армии. В мае 1968 года группа дала концерт на разогреве у Cream в Детройтском Motown’s Grande Ballroom. В последнюю минуту, Сильверман сообщил остальным, что он не будет играть с ними. The James Gang, отчаянно нуждавшиеся в финансах, вышли на сцену в качестве трио. Им понравилось их звучание и они решили оставаться в таком составе.
В 1968 году группа подписала контракт с менеджером Марком Баргером, занимавшимся менеджментом у The Lemon Pipers, которые снискали успех с хитом «Green Tambourine». Баргер пригласил штатного продюсера ABC Records Билла Сзимкзика и он подписал контракт с новой дочерней компанией ABC, Bluesway Records в январе 1969 года. В марте 1969 года состав: Фокс, Крисс и Уолш с продюсером Сзимкзиком, выпустили свой дебютный LP «Yer' Album».
Позже в 1969 году, Сзимкзик выступил в качестве музыкального координатора в фильме Джорджа Энглунда «Zachariah» (был выпущен в 1971 году), основанный на романе «Сиддхартха» Германа Гессе. Сзимкзик привлек группу записать для фильма две песни Gang: «Laguna Salada» и «Country Fever», в качестве саундтрека. Для записи этих двух песен, был приглашен вокалист Кенни Вайс, позволивший Уолшу сосредоточиться на своей гитаре. Вайс, покинул группу, когда группа прибыла в Мексику, чтобы сняться в сценах фильма. «Laguna Salada» и «Country Fever» позже появились бонус-треками на переиздании 2000 года «The James Gang Greatest Hits». В ноябре 1969 басист Том Крисс решил, что он больше не хочет заниматься музыкой и был заменен Дейлом Питерсом, из группы под названием «Case of E.T. Hooley».
Весной 1970 года, группа играла на разогреве у The Who во время их турне по США, а их гитарист Пит Таунсенд был настолько впечатлён ими, что пригласил их играть на разогреве в туре по Великобритании. В июле 1970 группа выпустила свой второй альбом «James Gang Rides Again», включавший популярный хит «Funk#49». В июле 1971 года James Gang вернулись в тур по Европе. На пике своей славы они делили сцену с такими известным группами, как: Grand Funk Railroad, Kinks, Humble Pie, Three Dog Night, Led Zeppelin и многими другим.
Но после последующих двух альбомов, выпущенных в 1971 году (Third’s и James Gang Live in Concert), Уолш, вкладывавший львиную долю в написание текстов и пение, а также будучи одним мелодическим инструментом в трио, покинул группу в декабре 1971 года, и переехал в Боулдер (штат Колорадо), где спустя некоторое время сформировал группу Barnstorm. Питерс и Фокс пригласили вокалиста Роя Кеннера и гитариста Доменика Трояно (оба бывшие участники канадской группы Bush). Этот состав продержался на двух альбомах Straight Shooter и Passin 'Thru, релиз состоялся 1972 году. Но в интервью, Фокс заявлял, что Трояно не может играть эти вещи так, как они хотели бы, он покинул группу в 1973 году и впоследствии присоединился к The Guess Who. Трояно заменил будущий гитарист Deep Purple Томми Болин, после того как Джо Уолш порекомендовал его группе. Болин присоединился в августе 1973 года и выступил в качестве гитариста на двух альбомах: Bang! и Miami, эти альбомы привели группу от лейбла ABC Records к Atlantic Records и Atco. Популярность предыдущей группы Болина Zephyr временно возродила популярность James Gang, хотя они никогда не собирали большую аудиторию, как в период Уолша.
Во время записи Miami в 1974 году, Кеннер столкнулся с законом после наркотического инцидента и не мог записываться. Группа проводила прослушивание разыскивая нового вокалиста, но в итоге Кеннер смог вернуться, чтобы завершить альбом. После выхода пластинки, разочарованный Болин решил уйти. Он сыграл свой последний концерт с James Gang 27 июля 1974 года в Уотербери и ушёл через месяц записываться с Dr. John, Альфонсом Музоном, и попытался сформировать другую группу с будущим клавишником Crosby, Stills and Nash Майком Финниганом перед предложением присоединится к Deep Purple в 1975 году.
Вскоре после этого Фокс и Питерс были в Англии на прослушивании гитаристов, они посетили бас-гитариста The Who Джона Энтвистла, он предложил кандидатуру шотландского гитариста Джимми Маккаллоха, хотя в конечном счете МакКоллах решил остаться с Полом Маккартни и Wings.
К началу 1975 года Фокс и Питерс решили ещё раз набрать новый состав. Он включил в себя старых друзей Фокса: вокалиста Бубба Кита, игравшего в Лос-Анджелесе с группой Uncle Tom и гитаристом Ричардом Шаком игравшим с Питерсом в Case of E.T. Hoolie. Этот состав записал альбом «Newborn», с кавером на песню «Heartbreak Hotel» Элвиса Пресли. Группа выпустила последний альбом Jesse Come Home в феврале 1976 года, на котором отметился возвратившийся Фил Джилломбардо, воссоединившись вместе с новым гитаристом и вокалистом Бобом Уэббом (игравшего, как и Джо Уолш, в The Measles).
Ни один состав после ухода Уолша не достиг уровня успеха, как в начале 1970-х годов. Барабанщик Фокс был единственным оставшимся участником группы, когда она распалась в начале 1977 году. После распада The James Gang ударник Фокс сотрудничал с фирмой менеджмента «Belkin», продюсировавшей, среди прочего, Michael Stanley Band, Wild Cherry и Донни Эйрис. Остальные участники последнего состава, Бубба Кит продолжил играть с England Dan & John Ford, а позже выступил вокалистом в «Point Blank», и Боб Вебб присоединился к группе Джэя Фергюсона.

## Дискография

### Студийные альбомы
- Yer' Album (март 1969)
- James Gang Rides Again (июль 1970)
- Thirds (апрель 1971)
- Straight Shooter (июль 1972)
- Passin' Thru (октябрь 1972)
- Bang (сентябрь 1973)
- Miami (июль 1974)
- Newborn (май 1975)
- Jesse Come Home (февраль 1976)[1]

### Концертные альбомы
- James Gang Live in Concert (декабрь 1971)

### Компиляции
- The Best Of Featuring Joe Walsh (январь 1973)
- 16 Greatest Hits (декабрь 1973)
- Funk #49 (1997)

### Синглы
| Year | Title                     | 45 RPM Number     | Chart positions | Chart positions | Album                  |
| Year | Title                     | 45 RPM Number     | US              | US Bubbling     | Album                  |
| ---- | ------------------------- | ----------------- | --------------- | --------------- | ---------------------- |
| 1969 | «I Don’t Have the Time»   | Bluesway 45-61027 | Yer' Album      |                 |                        |
| 1970 | «Funk # 49»               | ABC 11272         | 59              | —               | James Gang Rides Again |
| 1971 | «Walk Away»               | ABC 11301         | 51              | —               | Thirds                 |
| 1971 | «Midnight Man»            | ABC 11312         | 80              | —               | Thirds                 |
| 1973 | «Must Be Love»            | Atco 45-6953      | 54              | —               | Bang (Atco LP 7037)    |
| 1973 | «Got No Time For Trouble» | Atco 45-6953      | —               | —               | Bang (Atco LP 7037)    |